# Ako Haarbeck
Hans-Jakob „Ako“ Haarbeck (* 20. Januar 1932 in Hoerstgen; † 2. Oktober 2017 in Detmold) war ein deutscher evangelischer Theologe, Pfarrer, Landessuperintendent der Lippischen Landeskirche und Autor.

## Leben und Wirken
Haarbeck wuchs als Sohn Hermann Haarbecks in einem Pfarrhaus reformiert-pietistischer Prägung auf. Ab 1952 studierte er Evangelische Theologie in Wuppertal, Bonn und Göttingen. In Göttingen promovierte er 1959 bei Otto Weber mit seiner Dissertation über den schwäbischen Erweckungsprediger Ludwig Hofacker. Sein Vikariat absolvierte er in Wuppertal-Elberfeld, Duisburg und Dierdorf. In dieser Zeit volontierte er beim Südwestfunk und studierte ein Semester am Ökumenischen Institut Bossey. Zwischen 1961 und 1969 war er Gemeindepfarrer in Dierdorf und Jugend- und Schulpfarrer des Kirchenkreises Wied, danach Pastor der evangelisch-reformierten Gemeinde Nordhorn in der Grafschaft Bentheim und ab 1971 Superintendent. 1974 gründete er das ökumenische Begegnungs- und Studienzentrum „Stiftung Kloster Frenswegen“. 1980 wechselte er in die Lippische Landeskirche, wo er bis zu seinem Ruhestand 1996 als Landessuperintendent amtierte.
Haarbeck war von 1980 bis 1989 Mitglied des Leitungsgremiums der Arbeitsgemeinschaft Missionarische Dienste und zwischen 1981 und 1985 Vorsitzender ihrer Jugendkammer. Von 1985 bis 1994 war er Mitglied des Rates der EKD. Er engagierte sich ehrenamtlich ab 1980 im Reformierten Bund als stellvertretender Vorsitzender, von 1987 bis 1999 als Vorsitzender der Deutschen Bibelgesellschaft und von 1992 bis 1998 als Vorstandsvorsitzender des Gemeinschaftswerks der Evangelischen Publizistik. Haarbeck war von 1968 bis 1989 Verfasser der
„Bibelwochenhefte für die Gemeinde“.
Ako Haarbeck war mit Hildegard Weber, Tochter von Otto Weber, verheiratet. Das Paar bekam drei Kinder und lebte zuletzt in Bonn.

## Ehrungen
- Für die Förderung der theologischen Ausbildung in Osteuropa erhielt er die Ehrendoktorwürde des Reformierten Kollegiums in Debrecen/Ungarn und des Theologischen Seminars in Klausenburg/Rumänien,[2] von wo jährlich Studierende zum Praktikum in lippische Gemeinden kamen.[7]

## Veröffentlichungen
- Erweckliche Predigt, dargestellt an Ludwig Hofacker (zugl. Dissertation, Göttingen, vom 15. Juli 1959).
- Ludwig Hofacker und die Frage nach der erwecklichen Predigt (Band 8: Zeugen und Zeugnisse), Neukirchener Verlagsgesellschaft, Neukirchen-Vluyn 1961.
- Reden vom Glauben. Anstösse zum Glauben – Hilfen zum Leben, Neukirchener Verlagsgesellschaft, Neukirchen-Vluyn 1989, ISBN 978-3-7958-3405-0.
- … auf Dein Wort (Geschichte der Lippischen Landeskirche 1981–1991), Aussaat-Verlag, Neukirchen-Vluyn 1992, ISBN 978-3-7615-4850-9.
- Toleranz aus den Quellen des Glaubens, Foedus-Verlag, Wuppertal 1998, ISBN 978-3-932735-16-5.
- Israel: ein geistlicher Ratgeber zu biblischen Stätten, SCM R. Brockhaus, Wuppertal 1999, ISBN 978-3-417-20568-8.
- Älter werden – alt sein, Lippisches Landeskirchenamt, Detmold 2002.
- Was ist „bibeltreu“? Eine Standortbestimmung beim Gnadauer Theologischen Forum. Idea-Dokumentation, Wetzlar 2003.
- Reihe: Der Gemeinde zur Bibelwoche, Hrsg. Arbeitsgemeinschaft Missionarischer Dienste, Stuttgart:
  - Die lobten Gott, Christlicher Zeitschriftenverlag, Berlin-Friedenau 1968.
  - Der Herr wird für euch streiten, Christlicher Zeitschriftenverlag, Berlin-Friedenau 1969.
  - Es wird Friede sein, Christlicher Zeitschriftenverlag, Berlin-Friedenau 1970.
  - Prüft, was Gottes Wille ist, Schriftenmissions-Verlag, Gladbeck (Westfalen) 1973, ISBN 978-3-7958-0235-6.
  - Das Angebot des Lebens, Schriftenmissions-Verlag, Gladbeck 1974, ISBN 978-3-7958-0257-8.
  - David. Vom Reichtum eines armen Königs, Schriftenmissions-Verlag, Gladbeck 1975, ISBN 978-3-7958-0350-6.
  - Die Freude der Bedrängten, Schriftenmissions-Verlag, Gladbeck 1976, ISBN 978-3-7958-0325-4.
  - Anstöße. Warum sich an Jesus die Geister scheiden, Schriftenmissions-Verlag, Gladbeck 1977, ISBN 978-3-7958-0369-8.
  - Da ist euer Gott, Schriftenmissions-Verlag, Gladbeck 1978, ISBN 978-3-7958-0815-0.
  - Herr, lehre uns beten, Schriftenmissions-Verlag, Gladbeck 1980, ISBN 978-3-7958-0832-7.
  - Das Netz ist zerrissen: 7 Abschnitte aus dem Lukas-Evangelium, Schriftenmissions-Verlag, Gladbeck 1980, ISBN 978-3-7958-0846-4.
  - Es ströme das Recht wie Wasser, Schriftenmissions-Verlag, Gladbeck 1981, ISBN 978-3-7958-0861-7.
  - Keine Freiheit ohne Gehorsam, Schriftenmissions-Verlag, Gladbeck 1982, ISBN 978-3-7958-0874-7.
  - Mein Gott, warum?, Schriftenmissions-Verlag, Gladbeck 1983, ISBN 978-3-7958-8889-3.
  - Treu ist er, der euch ruft, Schriftenmissions-Verlag, Gladbeck 1986, ISBN 978-3-7958-8923-4.
  - Solange die Erde steht: 7 Abschnitte zur Urgeschichte, Schriftenmissions-Verlag, Gladbeck 1986, ISBN 978-3-7958-8915-9.
  - So spricht der Herr: 7 Abschnitte aus dem Prophetenbuch Jesaja, Schriftenmissions-Verlag, Gladbeck 1987, ISBN 978-3-7958-8934-0.
  - Aber seid getrost: 7 Abschnitte aus dem Johannesevangelium, Schriftenmissions-Verlag, Gladbeck 1988, ISBN 978-3-7958-8943-2.

als Herausgeber
- mit Albert Stein: Leidenschaft für das Recht: Kirchenrat D. Dr. Herbert Ehnes zum 60. Geburtstag, Detmold/Stapelage 18. Januar 1997; Briefe und Beiträge zum Kirchenrecht in der Ökumene, Lippisches Landeskirchenamt, Detmold 1997.
- Habakuk: trotz Gott an Gott glauben, Foedus-Verlag, Wuppertal 2000, ISBN 978-3-932735-40-0.